# けんびきょう座イプシロン星
けんびきょう座ε星（けんびきょうざイプシロンせい、ε Microscopii、ε Mic）は、けんびきょう座の恒星である。見かけの等級は4.7と、暗いが肉眼でみえる明るさである。年周視差を基に太陽からの距離を計算すると、約169光年である。

## 特徴
| 太陽 | けんびきょう座ε星 |
| ---- | ----------------- |
| 太陽 | Exoplanet         |

けんびきょう座ε星は、早期A型星に分類され、ケイ素が過剰な化学特異星であるとみられる。それを反映し、スペクトル型はA1 Siとされるが、進化段階は主系列であると考えられる。半径、質量はいずれも太陽の2倍をやや上回る程度で、光度は太陽の約28倍、表面の有効温度はおよそ9200 K、年齢は6億年程度と推定される。
けんびきょう座ε星は、自転速度が大きい特異星なので、磁場の測定が繰り返し試みられているが、磁束密度の絶対値は概ね誤差以下の大きさで、磁場があるとはみなされない。
けんびきょう座ε星では、視線速度の時間変化が報告されたこともあるが、伴星は検出されておらず、単独星とみられている。

## 名称
けんびきょう座は18世紀に設定された新しい星座で、いて座とみなみのうお座の間に作られたので、けんびきょう座ε星のフラムスティード名は、みなみのうお座4番星となっている。また、ここには現在は廃止された星座のけいききゅう座が設定されていたことがあり、けんびきょう座ε星はその中で最も明るい恒星であった。
中国ではけんびきょう座ε星は、古代中国の女性の礼服とそれを飾る宝石を表す離瑜（拼音: Lí Yú）という星官を、みなみのうお座5番星とあと1つの恒星と共に形成する。けんびきょう座ε星自身は、離瑜二（拼音: Lí Yú èr）つまり離瑜の2番星といわれる。